# ماوکلان
ماوکلان (به عربی: ماوكلان) یک شهرداری در الجزایر است که در استان سطیف واقع شده‌است.